# یوزوکی واتاسه
یوزوکی واتاسه (انگلیسی: Yuzuki Watase؛ زادهٔ ۱۸ فوریهٔ ۲۰۰۳) صداپیشه اهل ژاپن است. وی از سال ۲۰۲۰ میلادی تاکنون مشغول فعالیت بوده‌است.